# Смольненське сільське поселення
Смо́льненське сільське поселення (рос. Смольненское сельское поселение) — муніципальне утворення у складі Ічалківського району Мордовії, Росія. Адміністративний центр — селище Смольний.

## Історія
Селище Семеновка було ліквідовано 2007 року.

## Населення
Населення — 1411 осіб (2019, 1601 у 2010, 1546 у 2002).

## Склад
До складу поселення входять такі населені пункти:
| Населений пункт   | Населення, осіб (2002) | Населення, осіб (2010) |
| ----------------- | ---------------------- | ---------------------- |
| Калиша, селище    | 118                    | 105                    |
| Обрізки, селище   | 28                     | 4                      |
| Семеновка, селище | 3                      | -                      |
| Смольний, селище  | 1397                   | 1492                   |